# Dicrocaulon grandiflorum
Dicrocaulon grandiflorum là một loài thực vật có hoa trong họ Phiên hạnh. Loài này được Ihlenf. mô tả khoa học đầu tiên năm 1978.